# Henri Charrière
Pour les articles homonymes, voir Charrière.
Henri Charrière, dit « Papillon », né le 16 novembre 1906 à Saint-Étienne-de-Lugdarès en Ardèche et mort le 29 juillet 1973 à Madrid (Espagne), est un ancien bagnard. Il est rendu célèbre par son ouvrage Papillon, écrit en 1969, présenté comme un récit  autobiographique, mais qui ne l'est que partiellement.

## Biographie
Henri Antonin Charrière est né dans une famille d'instituteurs, Joseph et Marie-Louise, originaires de Gras et de Saint-Marcel-d'Ardèche, installés dès leur mariage à Saint-Étienne-de-Lugdarès, finalement mutés en 1909, à Pont d'Ucel (où il grandira).
Le 7 août 1917, sa mère meurt d'une maladie contagieuse, contractée auprès des blessés indochinois qu'elle soignait. Il est adopté Pupille de la Nation par jugement de tribunal le 19 mai 1922.
Le 2 mai 1925, il s'engage pour trois ans dans la marine et embarque sur le porte-avions Béarn. Forte tête, il se retrouve en section spéciale, à Calvi, où il se fait tatouer un papillon. Il réussit à se faire réformer, le 28 avril 1927, au prix d'un pouce mutilé.

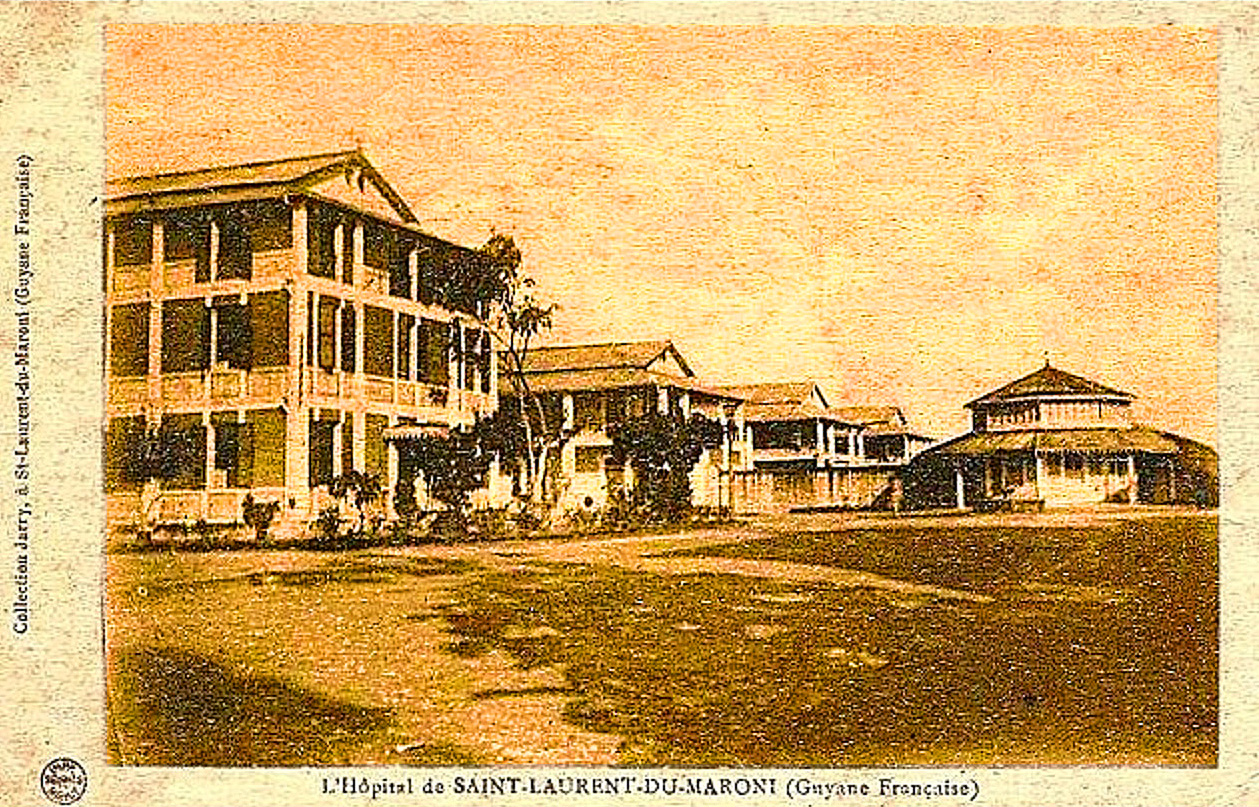
L'hôpital en bois de Saint-Laurent-du-Maroni.

De retour en Ardèche, il travaille de-ci de-là et joue au rugby (à Aubenas). Il s'installe à Paris en 1927, vit, de petite délinquance, avec Georgette Jeanne Fourel (dite « Nénette »). Mais le 26 mars 1930, un homme nommé Roland Legrand, officiellement charcutier, officieusement souteneur, est blessé par balle d'un seul coup de revolver dans le ventre, à 3 h 30 du matin. Il est amené à l'hôpital Lariboisière, où il meurt le 27 mars à 0 h 10, après avoir déclaré à la police le nom du tireur : « Papillon Roger ». Mais c'est Henri Charrière, à savoir « Papillon Pouce-coupé », qui est arrêté le 7 avril 1930.
Pour le meurtre de Roland Legrand, qu'il a toujours nié, Charrière est condamné le 28 octobre 1931 aux travaux forcés à perpétuité au bagne de Guyane. Il épouse Georgette Fourel, à la mairie du 1er arrondissement de Paris, le 22 décembre 1931. Ils divorceront le 8 juillet 1970 par décision du tribunal de grande instance de Paris.
Il quitte la citadelle de Saint-Martin-de-Ré le 29 septembre 1933 à bord du La Martinière et débarque le 14 octobre avec le statut de « transporté » à Saint-Laurent-du-Maroni. Il reste peu de temps dans le camp de la transportation, car il est affecté comme aide-infirmier à l'hôpital colonial André-Bouron, où il voit passer de nombreux détenus qui reviennent de cavales et lui racontent leurs histoires d'évasion, dont il s'inspirera. Cette place lui évite les travaux des chantiers forestiers ou des concessions agricoles, qui anéantissent les bagnards en quelques mois.
Il s'évade une première fois le 5 septembre 1934, mais il échoue en Colombie, pays qui rend à la France les bagnards évadés. Jugé par le tribunal maritime spécial, il passe deux ans dans les cellules de la Réclusion de l'île Saint-Joseph. Plusieurs fois transféré, il finit comme infirmier-chef dans un camp d'Indochinois sur le continent guyanais, le camp forestier des Cascades d'où il s'évade dans la nuit du 18 au 19 mars 1944, avec quatre autres compagnons. Après de nombreux déboires, il s'installe à Caracas au Venezuela en 1945. Il refait sa vie dans ce pays, comme barman, restaurateur et gérant de boîtes de nuit. Il y vivra diverses aventures. Il y rencontre sa compagne, Rita Alcover, avec qui il vivra jusqu’à la fin de sa vie.
En 1956, il devient citoyen vénézuélien.
En 1967, la prescription de sa peine devient effective ; Papillon peut fouler le sol français, après trente-quatre ans d'exil. Au mois de juillet de cette même année, il découvre L'Astragale, le livre des « aventures » d'Albertine Sarrazin, ce qui lui donne l'envie d'écrire ses propres aventures.
En 1968, il écrit en quelques mois le best-seller Papillon. L'éditeur Robert Laffont décide de le publier sous l'appellation «récit» dans sa nouvelle collection « Vécu ». Le livre sort en mai 1969 devenant une célébrité.
Toutes éditions confondues, le livre est vendu à près de 2,5 millions d’exemplaires en France, à plus de 10 millions à l’étranger. Papillon bat un record avec 120 000 exemplaires vendus en moins d’un mois.
Henri Charrière est gracié le 17 octobre 1970, par le président de la République Georges Pompidou ; il s’installe en Espagne, à Fuengirola. Devenu une célébrité médiatique, il joue le rôle principal du film Popsy Pop, réalisé par Jean Herman, film sorti en 1972.
Il meurt d'un cancer de la gorge, en juillet 1973 à Madrid, mais il est enterré, selon ses dernières volontés, dans le cimetière de Lanas, en Ardèche, à 40km de Montélimar.

## Controverses autour du livre
Au début des années 1970 sortent deux livres qui s'en prennent à Henri Charrière, Papillon épinglé de Gérard de Villiers et Les Quatre Vérités de Papillon de Georges Ménager, mettant en cause le récit et le personnage de Papillon.
En décembre 1969, quelques mois après la sortie du livre, l'éditeur Robert Laffont avait envoyé le documentaliste Roger-Jean Ségalat sur les lieux du récit pour en contrôler la véracité. Ségalat avait décelé plusieurs éléments mensongers et relaté son expédition dans un récit intitulé Sur les traces de Papillon, qu'il s'abstint toutefois de publier.
Dans son livre de 1974, Laffont, consacrant un passage élogieux à Charrière, ne dira rien des découvertes de Ségalat.
En réalité, le livre est bien une « biographie (largement) romancée ». Plusieurs des faits présentés comme appartenant à la vie de Charrière furent en réalité vécus par d'autres personnages, notamment Marius Jacob, René Belbenoît,, Pierre Bougrat et Charles Brunier. De plus, l'écrivain Max Gallo aurait participé à la rédaction du livre.
Henri Charrière répond à ses détracteurs en 1972 avec le livre Banco qui parle notamment de sa vie avant et après le bagne.
Le dernier livre paru sur le personnage est une biographie publiée en 2006 et préfacée par Robert Laffont, Papillon Libéré de Vincent Didier, dépositaire des archives privées d'Henri et Rita Charrière, qui fait don de ce fonds historique aux Archives Départementales de l'Ardèche en avril 2019[réf. nécessaire].

## Adaptations
Une adaptation cinématographique américaine du livre a été tournée : Papillon (1973) de Franklin J. Schaffner réunit Steve McQueen dans le rôle principal de Papillon et Dustin Hoffman dans celui de Louis Delga. Ce film eut beaucoup de succès.
Un documentaire, Cayenne Hollywood, est réalisé en 2009 et retrace la vie authentique de deux bagnards célèbres : Henri Charrière et René Belbenoît.
En 2015, le chanteur français Sanseverino adapte son histoire dans un album intitulé Papillon dans le style musical bluegrass.
En 2017, sort une nouvelle adaptation au cinéma de son livre : Papillon de Michael Noer avec Charlie Hunnam dans le rôle de Charrière et Rami Malek dans le rôle de Louis Delga.

## Publications
- Papillon, Robert Laffont, Paris, 1969  (ISBN 2221006682 et 9783217001220)
- Banco, Robert Laffont, Paris, 1972  (ISBN 2266067214 et 9782266067218)

## Filmographie
- 1971 : La Belle Garce et le Truand (Popsy Pop) de Jean Herman (scénariste et acteur)

## Discographie
- Chansons du Bagne, Disques Vogue, 1969
- Papillon raconte aux enfants les merveilleuses histoires de ses amis indiens, Barclay
- Papillon raconté par Papillon, Disc'Az